# Rusificare

Zona rusofonă în zilele noastre

Rusificarea este adoptarea voluntară sau silită a limbii ruse sau a altor atribute ale culturii rusești de către comunitățile neruse. Într-un sens mai larg, rusificarea este folosită pentru a denumirea influența limbii ruse asupra limbilor slave, baltice sau a altor limbi vorbite în regiunile care au fost sau continuă să fie controlate fie direct de Imperiul rus sau de Uniunea sovietică, fie indirect de Rusia modernă, care au dus la apariția importurilor lingvistice masive în unele limbi, așa cum este limba bielorusă sau limba ucraineană. În sens istoric, termenul se referă la politicile oficiale sau neoficiale din Imperiul Rus și Uniunea Sovietică cu privire națiunile constituente ale țării și la minoritățile naționale supuse dominației imperiale.
Principalele zone de interes ale rusificării sunt cele ale politicii și culturii. În politică, principalul element al rusificării a fost și rămâne în continuare practica numirea rușilor în poziții administrative importante în instituțiile naționale ale altor popoare componente ale Imperiului Rus sau ale Federației Ruse. În cultură, rusificarea se manifestă în primul rând prin dominația limbii ruse în afacerile oficiale și prin puternica influență a limbii ruse asupra limbilor naționale. Modificarea compoziției etnice a regiunilor dominate de Imperiul Rus sau Federația Rusă în favoarea rușilor este de asemenea considerată de asemenea o acțiune de rusificare.
Unii cercetători fac o distincție între rusianizare: anume diseminarea neconstrânsă a limbii și culturii ruse și a rușilor în regiunile și culturile neruse, și rusificare: anume procesul de schimbare prin constrângere a identității naționale a unei persoane neruse într-una rusă. Din acest punct de vedere, răspândirea limbii și culturii ruse și a etnicilor ruși (rusianizare) nu este echivalentă nici cu asimilarea culturală a nerușilor (rusificare) nici cu comunizarea societății și economiei (sovietizare) chiar dacă cele trei procese sunt compatibile și se pot desfășura concomitent.

## Istoric
Exemplul cel mai vechi de rusificare a avut loc în secolul al XVI-lea în Hanatul Kazanului după cucerirea acestuia de către ruși. Cel mai important element al acestui proces a fost creștinarea unei părți dintre tătari și impunerea limbii ruse ca singură limbă folosită în administrație și biserică.

## Polonia și Lituania
După dezmembrarea Uniunii statale polono-lituaniană și ocuparea a unei părți a Poloniei, Lituaniei, Bielorusiei și  Ucrainei în secolul al XIX-lea, s-a început înlocuirea limbilor poloneză, lituaniană, belaruse și ucrainene cu limba rusă în comerț și în administrația de stat. După revolta polonezilor din 1831, procesul de rusificare s-a intensificat, și a ajuns la apogeu după răscoala din ianuarie 1863 a polonezilor și lituanienilor. În 1864, limbile poloneză și belarusă au fost interzise în locurile publice. În penultimul deceniu al secolului al XIX-lea, limba poloneză a fost interzisă în școlile și birourile Poloniei Congresului, iar studierea și predarea limbii și istoriei poloneze sau a catolicismului au fost interzise. Aceste măsuri au dus la crearea unei rețele clandestine de învățământ, care a inclus și o vestită universitate clandestină („Universitatea zburătoare/plutitoare”).
Un proces asemănător a avut loc și în Lituania. Guvernatorul general al Lituaniei, Mihail Muraviov, a interzis folosirea limbii lituaniene și a închis școlile cu predare în lituaniană și polonă, iar în regiune au fost aduși profesori vorbitori doar de limbă rusă, care să predea în școlile lituaniene. Muraviov a interzis folosirea alfabetului latin sau a celui gotic în publicații. Lui i se atribuie spusele: „Ceea ce nu au realizat baionetele rusești va desăvârși școala rusă”. („”что не доделал русский штык — доделает русская школа.””) Împotriva acestei interdicții, care a fost ridicată doar în 1904, au luptat așa numiții „knygnešiai” – contrabandiștii lituanieni de carte. 
Campania de rusificare a promovat ortodoxismul rus în defavoarea catolicismului. S-au luat măsuri pentru închiderea unor mănăstiri catolice, s-a interzis în mod oficial construirea de noi biserici catolice, iar unele dintre cele  vechi au fost transferate bisericii ortodoxe. Au fost interzise școlile catolice, în schimb au fiind înființate școli de stat în care se învăța numai dogma ortodoxă. Preoților catolici li s-a impus să slujească numai în cadrul unor ceremonii aprobate oficial, iar catolicilor care doreau să se căsătorească cu ortodocși li se impunea convertirea. Nobilii catolici erau obligați să plătească o taxă suplimentară de 10% din profiturile lor, iar țăranilor catolici li s-a impus o limită a suprafeței de teren agricol deținut. S-a impus trecerea de la calendarul gregorian (folosit de catolice]] la cel iulian (folosit de membrii bisericii ortodoxe ruse). 
După răscoalele din 1861 și 1863, au fost confiscate un mare număr de moșii și proprietăți agricole mari ale nobililor polonezi sau lituanieni, acuzați că ar fi sprijinit rebeliunile. Aceste proprietăți au fost oferite sau vândute nobililor ruși. Sătenii care au sprijinit rebeliunile au fost deportați, iar în locul lor au fost colonizați ruși. Universitatea din Vilnius a fost închisă în 1832. Lituanienilor și polonezilor li s-a interzis să ocupe funcții publice (plus cele de profesor sau de doctor) în Lituania. În acest fel, intelectualii lituanieni au fost forțați să se mute în alte regiuni ale Imperiului Rus.

## Ucraina
În 1876, prin Ucazul din Ems s-a interzis folosirea limbii ucrainiene.

## Marele Ducat al Finlandei
Rusificarea Finlandei (1899-1905, 1908-1917, „sortokaudet” (timpul opresiuni în limba finlandeză) a fost o politică guvernamentală în Imperiul Rus prin care s-a încercat eliminarea autonomiei Marelui Ducat al Finlandei.

## Basarabia
În Basarabia, procesul de rusificare s-a desfășurat în trei etape cu durate diferite :
- prima, de 105 ani, începe cu anexarea în 1812 a părții dintre Prut și Nistru a principatului Moldovei odată cu raialele otomane ale Hotinului și Bugeacului, formînd împreună gubernia Basarabiei a imperiului țarist. În 1816 Basarabia a obținut un statut de autonomie, dar numai până în 1828. În 1829, utilizarea limbii române a fost interzisă în administrație de către ocupanții ruși. În 1833 utilizarea limbii române a fost interzisă în biserici. În 1842 predarea în limba română a fost interzisă în școlile secundare; apoi a fost interzisă și în școlile primare începând cu 1860;
- a doua etapă este cea sovietică, de o durată de 48 de ani, care începe prin anexarea Basarabiei de către URSS în urma pactului Hitler-Stalin și a ocupației de către Armata Roșie în 1940, se întrerupe timp de trei ani între 1941 și 1944, apoi este reluată după prima și a doua ofensivă Iași-Chișinău în 1944 care readuc Basarabia în cadrul stăpînirii sovietice (până în 1991): autoritățile sovietice au proclamat limba română, rebotezată „moldovenească” (româna scrisă cu alfabetul chirilic) ca fiind limba „poporului locuitor al RSS Moldovenești diferit de cel român”; apărătorii alfabetului chirilic ocultau faptul că din punct de vedere istoric româna/moldoveneasca a fost scrisă cu alfabetul chirilic român, nu cu cel „moldovenesc” adaptat din cel rus. În școli, limba principală de predare a fost cea rusă, „limbă de comunicare interetnică” iar numele de locuri au fost cu toatele rusificate (ceeace nu a fost cazul în țările baltice, ale căror limbi, alfabet și toponime au fost respectate)[3]. Acestea au dus la o rusificare a elitelor și după aceea a altor categorii sociale, cu atît mai ușor, cu cît în perioada sovietică, deportarea românilor moldoveni a fost însoțită de colonizarea slavilor în Basarabia, în special a rușilor și ucrainenilor[4];
- a treia etapă, de 26 de ani (în 2019) începe prin transformarea Uniunii sovietice în CSI, în cadrul zonei de influență a Federației ruse, cadru care a împiedicat unirea Republicii Moldova cu România și a favorizat declanșarea războiului de la Nistru, renașterea și creșterea partidului comunist, abandonarea doctrinei „un popor, două state” promovată de Mircea Snegur, reapariția „moldovenismului” ca doctrină constituțională și oficială, și federalizarea Republicii Moldova.[5]

## Blocul răsăritean
În toate țările blocul răsăritean au existat perioade mai lungi sau mai scurte în care limba rusă a fost limbă obligatorie de studiu, iar cultura rusă a fost puternic promovată în noile state socialiste. După 1965, numai în România nu mai erau obligatorii lecțiile în limba rusă.

## Perioada Uniunii Sovietice
După revoluția bolșevică, autoritățile sovietice au hotărât să interzică folosirea alfabetului arab în republicile vorbitoare de limbi turcice sau persană din Asia Centrală, Caucaz și zona fluviului Volga, (inclusiv în Tatarstan). Noul alfabetal acestor limbi a fost bazat pe cel latin și a fost inspirat de alfabetul turc. O hotărâre asemănătoare a fost luată și pentru RSSA Moldovenească. Această inițiativă avea la bază teoria lingvistului Nicolai Iakovlevici Marr, care postula că limbile moderne au tendința să se unească într-o singură limbă a societății comuniste. Totuși, la sfârșitul deceniului al patrulea, politica în această privință a fost schimbată, guvernul sovietic reînființând anumite instituții ale Imperiului Țarist. În perioada 1939-1940, guvernul central sovietic a hotărât ca anumite limbi – limba tătară, limba kazahă, limba uzbecă, limba turkmenă, limba tadjică, limba kîrgîză, limba azeră și limba bașkiră și limba moldovenească – să folosească din acel moment diferite variante ale alfabetului chirilic rus. S-a afirmat că această schimbare a fost făcută „ca urmare a cererilor oamenilor muncii” din republicile respective. Se pare că a fost vorba doar de o asprire a politicii de rusificare, în 1938 trecându-se de altfel la impunerea în toate școlile a limbii ruse ca materie obligatorie de studiu.

### Indigenizarea – începutul deceniului al treilea – mijlocul deceniului al patrulea
În anii de început a puterii sovietice, politica în domeniul naționalităților a fost ghidată de politica indigenizării (în rusă коренизация) în timpul căreia noul regim a încercat să oprească și să vindece efectele pe termen lung ale politicii țariste de rusificare a populațiilor neruse din imperiu. Noul regim se străduia să-i fie recunoscută puterea legitimă pe întinsul întregului fost imperiu, și a aprobat constituirea unor unități administrative regionale, conduse de lideri ai naționalităților dominante din respectivele zone. În sus-numitele unități administrative, limbile locale au fost promovate în administrația de stat locală, în justiție, în învățământ și în mass media. Guvernul promova ideea unor culturi locale „socialiste în conținut și naționale în formă”. Din acest motiv, culturile naționale trebuiau să fie remodelate pentru a se conforma proiectelor Partidului Comunist de creare a societății sovietice ca un tot, în condițiile în care naționalitățile urmau să participe în mod activ, conducerea acestora urmând să fie asigurată de lideri locali în limbile naționale.

### Reînvierea politicii de rusificare – sfârșitul deceniului al patrulea și perioada războiului
Politica națională timpurie trebuia să asigure controlul Partidului Comunist asupra tuturor aspectelor vieții în URSS – politică, economie și viața socială. Politica timpurie sovietică de promovare a ceea ce a fost numită „particularism etnic” sau „multinaționalism instituționalizat”, avea un obiectiv dublu. Pe de-o parte, era un efort de contracarare a șovinismului rusesc prin asigurarea unui loc bine definit a culturilor și limbilor neruse în nou formata uniune. Pe de altă parte, era un efort de prevenire a formării unor mișcări politice alternative bazate pe etnicitate sau religie, sau panturcism. Una dintre căile prin care se putea ajunge la rezultatul dorit de autoritățile centrale sovietice era promovarea a diferențelor dintre diferitele grupuri etnice și dintre limbile și dialectele vorbite de aceste în defavoarea promovării amalgămării acestor grupuri și a folosirii unei limbi comune din regiune.
Politica sovietică a naționalităților din primii ani a cătat să asigure un anumit grad de autonomie culturală a naționalităților neruse, cu păstrarea lor în sistemul federal al puterii, prin păstrarea puterii mololitice a Partidului Comunist. Sistemul federal oferea un statut superior naționalităților titulare ale republicilor unionale, un statu inferior inferior naționalităților titulare ale republicilor, regiunilor și okrugurilor autonome. În total, 50 de naționalități au avut republici, regiuni sau okruguri în care dețineau controlul nominal, în cadrul sistemului federal. Federalismul și asigurarea învățământului în limbile materne au asigurat educația a numeroși neruși în limbile grupurilor lor etnice și a ajutat la identificare unor „patrii” în cadrul teritoriului Uniunii  Sovietice. 
Pe la sfârșitul deceniului al patrulea însă s-a petrecut o schimbare importantă. Epurările din anumite regiuni și republici se manifestaseră încă de la începutul deceniului, așa cum a fost cazul în Ucraina. Mai înainte de schimbarea de politică cu privire la ucrainizare din 1933, eupurarean din 1939 a lui Veli Ibrahimov și a apropiaților lui din conducerea RSSA Crimeeană pentru „deviații naționale” a dus la treptata rusificare a conducerii republicii autonome, a învățământului și a mass mediei cât și la crearea unui alfabet special pentru tătari, care să înlocuiască alfabetul latin.  Dintre cele două pericole pe care le identificase Stalin în 1923, naționalismul burghez (naționalismul local) era considerat ca fiind mai actual decât șovinismul Rusiei Mari (șovinismul marii puteri). În 1937, Faizulla Hodjaev și Akmal Ikramov au fost îndepărtați de la conducerea RSS Uzbekă în 1938, și în timpul celui de-al treilea proces-spectacol de la Moscova din 1938 au fost condamnați la moarte pentru presupuse activități antisovietice și naționaliste.
Treptat, limba rusă a câștigata o tot mai mare importanță. În 1938, limba rusă a devenit obiect obligatoriu de studiu în toate școlile sovietice, inclusiv în cele în care limbile naționale erau folosite pentru studierea restului materiilor, așa cum era matematica, științele naturale sau cele sociale. În 1939, toate limbile pentru care partidul hotărâse în deceniul al treilea să se folosească alfabetul latin au trebuit să treacă la alfabetul chirilic. Una dintre explicațiile date la acea vreme a fost că Uniunea  Sovietică trebuie să se pregătească pentru războiul care părea că se apropie și că singura limbă de comandă în Armata Roșie era rusa.
În perioada interbelică și în timpul celui de-al doilea război mondial, Stalin a deportat în Asia Centrală și în Siberia mai multe grupuri etnice importante pentru presupusa lor colaborare cu invadatorii germani: germanii din regiunea Volgii, tătarii din Crimeea, cecenii, ingușii, balkarii, calmîcii și alții. După încheierea războiulu, Stalin a ordonat deportarea a numeroși ucraineni și baltici.
După încheierea războiului, rolul conducător al poporului rus în familia sovietică de națiuni și naționalități a fost puternic promovat de Stalin și urmașii lui. Această schimbare de atitudine a fost clar subliniată în timpul discursului cu ocazia celebrării victoriei împotriva Germanie din mai 1945:
Doresc să ridic un pahar în sănătatea poporului nostru sovietic și, mai înainte de orice, a poporului rus.
Beau, mai înainte de toate, în sănătatea poporului rus, deoarece în acest război au câștigat aprecierea generală ca forță conducătoare a Uniunii Sovietice printre toate naționalitățile patriei noastre. 
Desemnarea națiunii ruse ca „prima între egali” a fost o schimbare radicală pentru Stalin, care cu 20 de ani mai înainte fusese promotorul  politicii „korenizația”, (prin care se considera că „sarcina imediată a Partidului este combaterea cu vigoare a supraviețuitorilor șovinismului Rusiei Mari”). Deși în documentele oficiale cu privire la naționalități și limbi a continuat să se vorbească în anii care au urmat despre 130 de limbi egale în URSS, în realitate se crease o ierahie, prin care unor naționalități și limbi li s-a acordat un statut special sau au fost văzute ca având un viitor pe termen lung.

### Sfârșitul deceniului al șaselea până în deceniul al nouălea – rusificarea avansată

#### Reforma educație 1958-1959 – părinții aleg limba de predare pentru copiii lor
La o analiză a cărților de școală se remarcă că învățământul era cel puțin în clasa I diversificat în 67 de limbi între 1934 – 1940.  Reformele învățământului întreprinse după ce Nikita Hrușciov a devenit Prim secretar al CC al PCUS la sfâșitul deceniului al șaselea a dus la înlocuirea școlilor neruse cu unele cu predare în limba rusă pentru naționalitățile care aveau un statut inferior în sistemul federal sau ale căror membri erau deja bilingvil   În mod oficial, acest proces era ghidat de principiul „alegere voluntară de către părinți”. În fapt erau luați în considerație și alți factori, printre care mărimea și statutul politic de până atunci a grupului respectiv în ierarhia federală sovietică și gradul de bilingvism printre adulții naționalitățîi. La începutul deceniului al optulea, școlile în care limbile neruse serveau ca principală limbă de predare funcționau pentru 45 de limbi, în vreme ce încă șapte limbi erau folosite pentru predare pentru cel puțin un an. În deceniul următor, școlile cu predare în limbile neruse se reduseseră pentru 35 de limbi ale popoarelor URSS, aproape jumate față de situația din deceniul al patrulea.
Mai mult, în cele mai multe dintre aceste limbi, școlarizarea nu se făcea complet în limba națională pentru întreaga perioadă de 10 ani de studiu. De exemplu în cadrul RSFS Rusă, în 1959, școlarizarea se făcea în limbile popoarelor federației  pentru ciclul complet de 10 ani în numai trei limbi: limba rusă, limba tătară și limba bașkiră.  Mai multe naționalități se bucureau de o școlarizare limitată în limba națională sau erau obligate să se instruiască exclusiv în limba rusă. În 1962-1963, în rândurile naționălităților neruse din RSFS Rusă, studiau exclusiv în limba rusă 27% dintre copii cursul primar (clasele I-IV), 53% dintre cei din cursul gimnazial (clasele V-VIII) și 66% dintre cei din calsele IX-X. Deși exista un mare număr de limbi neruse oferite ca obiect de studiu în clasele din cursul superior, modelul folosirii limbii ruse ca limbă principală de studiu s-a accelerat după programul de reforme al lui Hrușciov.
Presiunile care se făceau pentru schimbarea limbii de predare în favoarea rusei era mai puternice în zonele urbane. De exemplu, în 1961-1962, doar 6% dintre copii tătari care locuiau în orașe frecventau școli în care limba de predare era tătară.  În Daghestan, în 1965, școlile în care se preda în limba indigenilor funcționau doar în mediul rural. Situația era asemănătoare în restul republicilor sovietice, cu o notă specială pentru Ucraina și Belarus, unde proporția școlilor din zonele urbane cu predare în limba rusă era mult mai ridicată decât în restul uniunii.

#### Doctrina ajunge din urmă practica: apropierea și fuziunea (сближение – слияние)
Promovarea federalismului și limbilor neruse a fost tot timpul o decizie strategică care avea ca obiectiv menținerea și extinderea controlului Partidului Comunist. Pe plan teroretic, doctrina oficială a PC al URSS afirma că în cele din urmă diferențele naționale și naționalitățile aveau să dispară în cele din urmă. În cadrul doctrinei oficiale a partidului, așa cum a fost formulată documentele Congresului al XXII-lea al PC al URSS din 1961, se afirma că deși distincțiile etnice vor dispărea în cele din urmă, iar  naționalitățile din Uniunea Sovietică vor adopta până în cele din urmă o singură „lingua franca”, dispariția diferențelor naționale, și în mod special a diferențelor de limbă, este un proces considerabil mai lung decât dispariția diferențelor de clasă. În acel moment se aprecia că națiunile și naționalitățile sovietice duceau la îndeplinire un proces dual de înflorire a propiilor culturi și de apropiere (сближение) într-o uniune mai puternică. În raportul la Programul Congresului, Hrușciov a folosit expresii chiar mai puternice: în procesul de apropiere și de mai strânsă unitate a națiunilor se va ajunge la fuziunea naționalităților (слияние). Formula lui Hrușciov apropiere-fuziune a fost ușor îndulcită după venirea la putere a lui Leonid Brejnev în 1964. Brejnev a afirmat că apropierea va duce în cele din urmă la „unitatea” completă (единство) a naționalităților. „Unitate” era un termen ambiguu, deoarece implica atât menținerea identităților naționale separate, în condițiile unei mai ridicate atracții mutuale, dar în aceiași măsură implica și dispariția diferențelor etnice. În contextul politic al acelui moment, lansarea noului concept „apropiere – unitate” (сближение – единство) a fost considerată o îndulcire a presiunii rusificatoare promovată de Hrușciov. La cel de-al 24-lea Congres al Partidului, s-a lansat însă ideea unui nou „popor sovietic” (советский народ)  în curs de formare pe teritoriul URSS, care urma să aibă ca limbă comună limba rusă, în conformitate cu rolul pe care îl jucau rușii pentru națiunile și naționalitățile frățești de pe teritoriul uniunii. Această noua comunitate era etichetată ca popor  (народ = narod), nu ca națiune  (нация = nația ), numai că „poporul” implica o comunitate „etnică”, nu doar o comunitate civică sau politică.
Astfel, până la prăbușirea Uniunii Sovietice, au fost întreprinsă o raționalizare doctrinală a pașilor practici în domeniile învățământului și mass mediei. Astfel, procesul de transformare a numeroase „școli naționale” în școli cu predare în limba rusă inițiat în vremea lui Hrușciov a continuat până în deceniul al nouălea.  Mai apoi, noua doctrină era folosită pentru justificarea locului special de care se bucura limba rusă ca „limba de comunicare internațională” în URSS (язык межнационального общения). Folositea termenului „internațional”  (международное) era îndreptată în  mod special spre rolul „intern” al limbii ruse, mai degrabă decât spre rolul de limbă a discursului între popoarele lumii. Pentru a justifica rolul special de care se bucura limba rusă în guvernare, învățământ și mass media era aminti faptul că rusa era limba care era vorbită de cel mai numeros popor al Uniunii Sovietice și era înțeleasă de majoritatea populației țării.
La Congresul al XXVII-lea al Partidului Comunist din 1986, Mihail Gorbaciov, programul partidului a reiterat formulările programului anterior. 
Caracteristic pentru relațiile naționale în țara noastră sunt atât înflorirea continuă a națiunilor și naționalităților și a faptului că ele se apropie continuu și voluntar pe bazele egalității și cooperării frățești. Niciun indemn artificial, nici o reținere a tendințelor obiective ale dezvoltării nu sunt admisibile aici. Din perspectiva istorică pe termen lung, această dezvoltare va duce la unitatea completă a națiunilor...
Dreptul egal al tuturor cetățenilor URSS la folosirea limbilor lor materne și dezvoltarea liberă a acestor limbi vor fi asigurate de asemenea în viitor. În același timp, învățarea limbii ruse, care a fost acceptată în mod voluntar de poporul sovietic ca agent de comunicare între diferitele naționalități, în afară de limba unei singure naționalități, lărgește accesul individual la realizările științei și tehnologiei și la cultura sovietică și mondială.

### Rusificarea lingvistică și etnică

#### Factori care au fovorizat rusificarea
Progresele în generalizarea folosirii limbii ruse ca a doua limbă și înlocuirea treptată a altor limbi ca primă limbă vorbită poate fi urmărită în rezultatele recensămintelor sovietice. Recensămintele din anii 1926, 1937, 1939 și1959 includeau o întrebare despre „limba națională” (родной язык) și una despre „naționalitate”. În cadrul recensămintelor din 1970, 1979 și 1989 a mai fost adăugată o întrebare cu privire la „alte limbi ale popoarelor URSS” pe care respondenții o „stăpâneau liber” (свободно владеть).  Scopul explicit al acestei noi întrebări asupra celei de-a doua limbi cunoscute era aceea de monitorizare a generalizării cunoașterii limbii ruse ca limbă de comunicare interetnică.
Fiecare teritoriu național din cadrul Uniunii Sovietice era considerat ca unica și veșnica zonă de existență a naționalității titulare și a limbii acesteia, în vreme ce limba rusă era considerată ca limbă pentru comunicație interetnică pentru întreaga uniune. Din acest motiv, pentru cea mai mare parte a perioadei sovietice, în special după încetarea politicii de indigenizare în deceniul al patrulea, școlile în care erau învățate limbile neruse sovietice se aflau aproape în exclusivitate în respectivele unități administrative etnice în care limbile erau vorbite. În același fel se punea problema și a instituțiilor culturale. Au fost făcute anumite excepții pentru a evita aprinderea rivalirităților istorice sau a politicilor de asimilare dintre grupurile naționale neruse învecinate din Rusia (de exemplu tătarii și bașkirii) sau dintre cele mai importante naționalități din Asia Centrală. Astfel, în deceniul al optulea, în RSS Uzbecă, învățământul public era disponibil în cel puțin șase limbi: rusă, uzbekă, tadjikă, kazahă, turkmenă și karakalpakă.
Deși din punct de vedere oficial, toate limbile erau egale, în aproape toate republicile sovietice bilingvismul era „asimetric”: în timp ce membrii națiunii titulare învățau rusește, emigranții ruși nu învățau în general limbile locale.
În plus, mulți neruși care trăiau în afara unităților administrative naționale aveau tendința să se rusifice din punct de vedere lingvistic. Astfel, ei nu doar foloseau limba rusă ca o a doua limbă, dar adoptau rusa ca limbă de comunicare în familie, în ciuda faptului că încă pastrau sentimentul apartenenței la o anumită etnie, alta decât cea rusă. Această include atât comunitățile naționale tradiționale (lituanienii din nord-vestul Belarusului sau din Regiunea Kaliningrad) și comunitățile care au apărut în perioada sovietică, (muncitorii ucraineni sau belaruși din Kazahstan sau Letonia, ai căror copii au învățat în limbi cu predare în limba rusă, generațiile următoare ajungând să vorbească limba rusă ca primă limbă. Astfel 57% din ucrainenii din Estonia, 70% din belarușii din Estonia și 37% dintre letonii din Estonia declarau în cadrul referendumului din 1989 că limba rusă este limba lor maternă. De asemenea, comunitățile evreiești din cadrul Uniunii Sovietice au schimbat limba idiș ca limbă principală cu limba rusă.
Altă consecință a amestecului naționalităților și a răspândirii bilingvismului și a rusificării lingvistice a fost creșterea numărului de familii mixte și întărirea procesului de rusificare „etnică”. Astfel au ajuns să se considere ruși (ca naționalitate sau etnie) nu doar cei care vorbeau rusește ca primă limbă ci și cei care o vorbeau ca a doua limbă. În ultimele decenii de existență a Uniunii Sovietice, rusificarea etnică (sau asimilarea etnică) se dezvolta foarte rapid pentru unele naționalități precum karelienii sau mordvinii. Până la urmă, în cazul familiilor în care unul dintre părinți era rus, copii erau  crescuți și educați ca ruși funcție de context. De exemplu, majoritate copiilor din familiile care trăiau în Kazahstan, în care un părinte era rus și altul ucrainean, alegeau să naționalitatea „rusă” pentru a fi completată în pașaportul intern – actul național de identitate – care se eliberea oricărui cetățean sovietic la vârsta de 16 ani. Însă, copii din familiile mixte ruso-estone ai căror părinți trăiau în Tallinn (capitala Estoniei), din familiile mixte ruso-letone ai căror trăiau în Riga (capitala Letoniei), sau familiile mixte ruso-lituaniene ai căror trăiau în Vilnius (capitala Lituaniei) alegeau de cele mai multe ori să li se completeze la rubrica naționalitate din pașaportul intern numele națiunii titulare a republicii lor, nu naționalitatea rusă. În general, modelele asimilării lingvistice și etnice – a rusificării – erau mai complexe și nu puteau fi puse doar pe seama unui singur factor așa cum era popitica educațională. Într-o măsură cel puțin egală erau culturile tradiționale și religioase ale grupului, domiciliul în regiunile urbane sau rurale, contactul și expunerea la limba rusă sau la grupul etnic rus, și mulți alți factori.

#### Anumiți factori care au întârziat rusificarea
Este posibil ca unul dintre factorii care au întârziat procesul de rusificare etnică a fost practica cu o lungă tradiție de folosire a etichetărilor naționale în documentele oficiale. De exemplu, „naționalitatea” cetățenilor sovietici era fixată în pașaportul intern – actul de identitate care era eliberat cetățenilor sovietici începând cu vârsta de 16 ani, naționalitate care era determinată de cea a părinților. Doar în cazul copiilor rezultați din căsătorii mixte exista posibilitatea subiectului să aleagă între naționalitățile părinților. În continuare, naționalitatea indivizilor era inscrisă în documentele școlare, cele militare (pentru bărbați) și în cărțile de muncă. Deși întrebările recensămintelor asupra naționalității era de presepus să aibă un răspuns sincer  și nu determinat de naționalitatea oficială declarată în documentele de identitate, fixarea unei naționalități oficiale în atât de multe documente ar fi putut întări identitate nerusă.  Pentru anumite grupuri etnice, așa cum era cazul evreilor, folosirea generalizată a unei naționalități oficiale în actele de identitate era considerată ca un factor generator de atitudini discriminatorii.
Un alt factor care este posibil să fi redus presiunea rusificării etnice a fost reducerea sau chiar inversarea migrației rușilor către anumite republici unionale la sfârșitul deceniului al șaptelea.  La sfârșitul deceniului al șaptelea s-a făcut simțită o migrație a rușilor dinspre Georgia și Armenia. În deceniul al nouălea s-a făcut remarcată de asemenea o migrație a rușilor dinspre republicile Asiei Centrale. În plus, în deceniul al nouălea, rușii și-au redus foarte mult migrația spre țările baltice și Ucraina, Belarus și Moldova. În plus, datorită ratei natalității diferite printre diferitele grupurti etnice, proporția rușilor în populația Uniunii Sovietice a scăzut la aproape 51% în momentul recensământului din 1989. În deceniul care precedase recensământul, rușii avuseseră o parte de doar 33% din creșterea netă a populației sovietice. Dacă Uniunea Sovietică ar mai fi continuat să existe și tentințele din 1989 s-ar fi păstrat, rușii ar fi pierdut statutul de naționalitate majoritară în populația URSS la începutul secolului al XXI-lea.

## În prezent
Numeroși cercetători declară că politicile rusificatoare continuă în republicile postsovietice, în special  în Belarus în timpul guvernării lui Alexandr Lukașenko. Organizațiile neguvernamentale internaționale susțin că politicile rusificatoare continuă să se manifeste cu putere în republicile componente ale Federației Ruse precum Mari El, dar administrația lui Putin a negat cu tărie astfel de acuzații, mai mult, a acuzat ONG-urile  încearcă să destabilizeze republicile din regiunea râului Volga, tot așa cum au făcut, după opinia președintelui rus,  și în cazul Ceceniei. Mai trebuie spus că anumite republici componenete ale Federației Ruse ar fi dorit să schimbe alfabetul chirilic cu cel latin, dar o asemenea reformă a fost interzisă în mod oficial pentru limbile oficiale ale federației.  O asemenea poziție oficială a fost explicată prin două motive:
•	O asemenea schimbare ar presupune resurse financiare, resurse care sunt limitate și, 
•	Este dificil să faci oamenii din generațiile mai vechi să se obișnuiască cu noul alfabet.
Criticii președintelui Putin afirmă că acestea sunt în mod evident rămășițe ale politicii de rusificare.
Limba rusă a rămas limba principală sau secundară a multor persoane cu educație superioară, a oamenilor de afaceri din toate regiunile Rusiei. În republici precum Kazahstanul, Belarusul, Kîrgîstanul, rusa a fost declarată limbă oficială, (în Kazahstan rusa este considerată în mod oficial „limbă de comunicare interetnică”). În Ucraina, problema limbii ruse și a statutului ei de limbă oficială a fost un subiect al campaniei prezidențiale din 2004: Viktor Ianukovici sprijinea statutul de limbă oficială a limbii ruse, pe când Viktor Iușcenko se opunea. În ciuda politicilor oficiale ucrainiene, limba rusă este folosită pe scară largă în televiziune  iar circulația ziarelor de limbă rusă este foarte ridicată în toată țara  Arhivat în 12 februarie 2007, la Wayback Machine.. (În estul și sudul Ucrainei, limba rusă este de altfel limba dominantă). O situație similară este prezentă în Kazahstan. Atât în Ucraina, și într-o măsură mai mică în Kazahstan, s-au făcut încercări pentru transformarea limbii oficiale în principala limbă a presei (încercare proclamată drept derusificare), dar succesul acestor măsuri a fost limitat. În Belarus, orice încercare de derusificare a fost stopată în 1994, odată cu venirea la putere a lui Lukașenko și, ca urmare, cea mai mare parte a proceselor administrative, educațioanal, legislativ și a afacerilor se desfășoară în limba rusă în prezent.